# 小田原箱根道路
小田原箱根道路（おだわらはこねどうろ）は、神奈川県小田原市から箱根町を結ぶ国道1号バイパス。
国道1号現道のバイパス機能のほか、西湘バイパスと箱根新道（ともに自動車専用道路）を連絡する道路でもある。有料道路ではなく、通行料金は不要。国土交通省が管理している。
両端の西湘バイパス・箱根新道と異なり本道路は自動車専用道路に指定されていないが、歩行者および軽車両は一部の歩道併設部を除いて通行できない。

## 概要
小田原箱根道路の建設された区間は、東側（小田原側）で国道1号に西湘バイパス（および小田原厚木道路）が合流し、西側（箱根湯本側）で国道1号と箱根新道が分岐する場所にあたる。そのため、この区間の国道1号はボトルネックとなっており、交通集中による渋滞が頻発していた。また、歩道が狭いことによる歩行者の安全性と、交通が多いことで生活道路を抜け道とする車がいることによる地域住民の安全性にも問題があるとされていた。そのためこれらの緩和を目指し、この区間に建設することになったのが小田原箱根道路である。
2005年（平成17年）3月28日に暫定開通し、西湘バイパスと小田原厚木道路が箱根新道に直結された。この時点では東側の箱根口ICでは西湘バイパス・小田原厚木道路・国道1号現道のいずれにも接続しているものの、西側の山崎ICでは箱根新道のみへの連絡であり、国道1号現道とは直接接続されず、沿道路地から上り線へのオンランプのみが設置されていた。そのため西湘バイパス・小田原厚木道路と箱根湯本方面とを行き来するには、以前同様この道路を通らずに箱根口ICを使用する必要があった。
その後、2015年（平成27年）3月21日に、山崎ICの高架橋部が開通し、国道1号現道と接続した。これにより、西湘バイパス・小田原厚木道路から小田原箱根道路を経由して箱根湯本へ向かうことが可能となった。合わせて暫定開通区間の4車線化も完成している。
また、湯本山崎地区の住民の便宜を図る目的として、2017年（平成29年）9月11日に下り線から町道へ接続する湯本山崎オフランプが新設された。しかし大型車が誤進入する事例が相次いだため開通の4日後に一時閉鎖され、誘導表示を改善の上同年11月27日に再開通している。

## 詳細
- 起点：神奈川県小田原市風祭
- 終点：神奈川県足柄下郡箱根町湯本
- 全長：2.2 km
- 規格：第3種第2級
- 車線数：4車線（一部を除く）
- 設計速度：60 km/h（規制速度は全区間50 km/h）
- 総事業費：295億円

## 歴史
- 2005年（平成17年）3月28日：山崎IC立体部を除く2 kmが暫定2車線で開通。
- 2015年（平成27年）3月21日：山崎IC立体部が開通し、全線開通[6]。

## インターチェンジなど
施設名欄の背景色が■である部分は施設が完成していないことを示す。
| 施設名                                                             | 接続路線名                   | 備考                                      | 所在地   | 所在地   |
| ------------------------------------------------------------------ | ---------------------------- | ----------------------------------------- | -------- | -------- |
| E84 西湘バイパス 西湘二宮・藤沢、E85 小田原厚木道路 厚木・東京方面 |                              |                                           |          |          |
| 箱根口IC                                                           | 国道1号 / 東海道（箱根国道） |                                           | 神奈川県 | 小田原市 |
| 湯本山崎ランプ                                                     |                              | 大型車通行不可 下り線出口・上り線入口のみ | 神奈川県 | 箱根町   |
| 山崎IC                                                             | 国道1号 / 東海道（箱根国道） |                                           | 神奈川県 | 箱根町   |
| 箱根新道 箱根峠・沼津・湯河原パークウェイ 湯河原方面               |                              |                                           |          |          |

## 参考資料
1. ↑  国土交通省関東地方整備局 小田原箱根道路事業再評価資料 (pdf)
2. ↑  国道1号の渋滞を緩和する小田原箱根道路が2015年3月21日開通Car Watch
3. ↑  箱根町 回覧「まちだより」 2017年9月26日号 (pdf)
4. ↑  “山崎地区へ直結の出口 開通後再び閉鎖”. タウンニュース社（箱根・湯河原・真鶴版）. (2017年10月20日) 2018年9月14日閲覧。
5. ↑  “山崎出口がカラフルに”. タウンニュース社（箱根・湯河原・真鶴版）. (2017年12月15日) 2018年9月14日閲覧。
6. ↑  小田原箱根道路が３月２１日（土）に全線開通します。 (pdf)